# Aïssata Moumouni
Pour les articles homonymes, voir Moumouni.
Aïssata Moumouni, née le 19 octobre 1939 et morte le 21 juin 2021, est une enseignante et femme politique nigérienne, nommée plusieurs fois ministre. Membre de l'Association des femmes du Niger, elle est aussi la première femme de ce pays membre d'un gouvernement.

## Biographie
Née en 1939, Aïssata Moumouni effectue des études supérieures en France, puis devient ultérieurement titulaire d’un doctorat en mathématique en 1983, à l'université Paris-Diderot, intitulé Étude de quelques problèmes pédagogiques et linguistiques concernant l'enseignement des mathématiques au Niger. 
Enseignante, également fondatrice au milieu des années 1980 d'un établissement scolaire privé à Niamey, et membre de l'Association des femmes du Niger (AFN), elle est nommée en 1987 secrétaire d'État à la Santé publique, aux Affaires sociales et chargée de la Condition féminine, et à ce titre première femme membre du gouvernement dans son pays, puis première femme ministre deux ans plus tard en devenant ministre des Affaires sociales et des Femmes entre 1989 et 1991, et enfin ministre de l'Éducation nationale entre 1996 et 1999. Elle avait épousé Abdou Moumouni Dioffo, premier agrégé de sciences physiques de l’Afrique francophone, et spécialiste des énergies alternatives. Elle est morte en juin 2021,.